# Tatjana Szewcowa
Tatjana Wiktorowna Szewcowa (ros. Татьяна Викторовна Шевцова, ur. 1969 w Kozielsku) – rosyjska działaczka państwowa, wiceminister obrony Federacji Rosyjskiej.
Urodziła się w 1969 w rodzinie wojskowego. W 1991 ukończyła Leningradzki Instytut Finansowo-Ekonomiczny im. N.A. Wozniesienskiego i od tego czasu jest urzędnikiem państwowym – od państwowego inspektora podatkowego do zastępcy kierownika Państwowej Służby Podatkowej Federacji Rosyjskiej.
W maju 2010 została powołana na stanowisko doradcy Ministra Obrony FR, a 4 sierpnia 2010 dekretem prezydenta – na stanowisko zastępcy Ministra Obrony FR.
Rzeczywisty radca stanu Federacji Rosyjskiej I klasy od 5 kwietnia 2011. Nagrodzona Orderem Honoru i tytułem „Zasłużony Ekonomista Federacji Rosyjskiej”.